# Assens Skole
 Ikke at forveksle med Assensskolen.
Assens Skole er en folkeskole, beliggende i Assens i Mariagerfjord Kommune. Skolen har klasser fra børnehaveklasse til niende klasse med 238 elever fordelt på 17 klasser. Skolen er den mindste af Mariagerfjord Kommunes 9 folkeskoler, og beskæftiger 60 ansatte.
Den første skole i Assens blev etableret i 1901. I 1980 blev skolen udbygget med en ny indskolingsafdeling. I 2002 fik skolen en større renovering med 8 nye hjemklasser, fysik- samt natur- og tekniklokale.

## Ekstern henvisning
- Assens Skoles hjemmeside Arkiveret 2. april 2015 hos  Wayback Machine